# Карл-Йоахім Єнссен
Карл-Йоахім Єнссен (нім. Karl-Joachim Jenssen; 31 липня 1920, Варен — 3 червня 1944, Норвезьке море) — німецький офіцер-підводник, оберлейтенант-цур-зее крігсмаріне.

## Біографія
1 жовтня 1938 року вступив на флот. В квітні-травні 1941 року — вахтовий офіцер на підводному човні U-141. З 30 грудня 1941 року — 1-й вахтовий офіцер на U-705, з березня 1942 року — на U-563. В грудні 1942 року переданий в розпорядження 1-ї флотилії. З лютого 1943 року служив в 2-му навчальному дивізіоні підводних човнів. У червні-липні 1943 року пройшов курс командира човна. З 18 серпня 1943 року — командир U-477. 15 травня 1944 року вийшов у свій перший і останній похід. 3 червня U-477 був потоплений у Норвезькому морі західніше Тронгейма (63°59′ пн. ш. 01°37′ сх. д.) глибинними бомбами канадського летючого човна «Каталіна». Всі 51 члени екіпажу загинули.

## Звання
- Кандидат в офіцери (1 жовтня 1938)
- Морський кадет (1 липня 1939)
- Фенріх-цур-зее (1 грудня 1939)
- Оберфенріх-цур-зее (1 серпня 1940)
- Лейтенант-цур-зее (1 квітня 1941)
- Оберлейтенант-цур-зее (1 січня 1943)